# Fulcran de Barrès
Pour les autres membres de la famille, voir Famille de Barrès.
Fulcran de Barrès (né à Pouzolles vers 1574 et mort à Pouzolles le 10 mars 1643) est un ecclésiastique qui fut évêque d'Agde de 1629 à 1643.

## Biographie
Fulcran de Barrès (olim Fulcrand de Barrez) est issu d'une famille originaire du Vivarais, installée à Pouzolles près de Béziers. Il est le fils de Jean de Barrès, baille de Pouzolles, et d'Anne de Crussy (olim de Cruzy).
Selon La France pontificale (Gallia christiana), il est « issu d'une noble famille, originaire du diocèse de Béziers ». 
Il fait ses études à l'université de Toulouse en 1598-1600, où il obtient un doctorat in utroque jure. Sous-diacre d'Agde en 1599, il devient sans doute prêtre peu après. Malgré ses modestes origines, il s'intègre bien dans le milieu ecclésiastique de Béziers et d'Agde et il ne fait pas de doute que ses longues années au service des évêques de Béziers successifs de la famille Bonsi attirent l'attention sur lui et celle de la famille de Montmorency qui leur est apparentée.
Chanoine de Saint-Aphrodise de Béziers, il devient vicaire général et official du cardinal Jean de Bonsi de 1605 à 1621 et gère le diocèse pendant les longues absences du titulaire du siège épiscopal. Député aux États généraux de 1614, chanoine et sacristain du chapitre d'Agde avant 1619, il décline le siège d'Agde qu'on lui propose lorsque le commendataire Louis-Emmanuel d'Angoulême renonce à son bénéfice ecclésiastique en 1622. Sa nomination à l'évêché d'Agde en 1629 est largement liée à l'influence de Henri II de Montmorency le gouverneur du Languedoc, toutefois Fulcran de Barrès ne se compromet pas avec lui lors de sa révolte fatale de 1632.
Il est nommé évêque en 1629 et consacré en 1631 par l'archevêque de Narbonne. Pendant son épiscopat, il est très attentif aux pauvres de son diocèse. Il fait restituer à son église les biens qui avaient été usurpés et reprend possession du droit de nommer les consuls de la cité qui avait été abandonné par l'évêque Gilles Bohier. Il établit à Agde et dans le diocèse des Filles de la Charité et des religieuses chargées de l'instruction des enfants. Il meurt dans sa ville natale mais il est inhumé dans la cathédrale.